# Badara Aliou Macalou
Badara Aliou Macalou est un homme politique malien né le 23 septembre 1948 à Bamako.
Après des études secondaires au Lycée Askia Mohamed, il étudie entre 1968 et 1977 la médecine à l’Université de Martin Luther de Halle/Saale en République démocratique allemande où il obtient un diplôme de médecine générale, puis, entre 1978 et 1983, à l’Université de Düsseldorf en République fédérale d'Allemagne pour obtenir un diplôme de médecin spécialiste en gynécologie-obstétrique.
Badara Aliou Macalou  exerce comme médecin gynécologue-obstétricien à l'hôpital Gabriel Touré de Bamako, avant de devenir de 1991 à 1992 chef de cabinet au ministère de la Santé, de l'Action sociale et de la Promotion féminine.
Militant au mouvement pionnier de la Jeunesse USRDA (Union soudanaise-Rassemblement démocratique africain) et de l’Union soudanaise-Rassemblement démocratique africain (US-RDA), Badara Aliou Macalou  devient en 2003 secrétaire général du bureau politique national de ce parti.
Le 3 octobre 2007, Badara Aliou Macalou  nommé ministre des Maliens de l’extérieur et de l’Intégration Africaine dans le premier gouvernement de Modibo Sidibé. Il est reconduit à ce poste le 9 avril 2009,
dans le deuxième gouvernement de Modibo Sidibé.
Le 5 décembre 2010, il est nommé ministre de la Santé en remplacement de Oumar Ibrahima Touré qui a présenté sa démission, tout en continuant d’être ministre des Maliens de l’extérieur et de l’Intégration Africaine.
Le 6 avril 2011, il est reconduit ministre des Maliens de l’extérieur et de l’Intégration Africaine dans le Gouvernement de Cissé Mariam Kaïdama Sidibé  ,.